# Egyházi szláv nyelv
Az egyházi szláv nyelv, más néven újegyházi szláv nyelv vagy egyszerűen szláv nyelv (anyanyelvi beszélői által használt név) a keleti ortodox egyház által használt konzervatív szláv liturgikus nyelv Fehéroroszországban, Bosznia-Hercegovinában, Bulgáriában, Észak-Macedóniában, Montenegróban, Lengyelországban, Oroszországban, Ukrajnában, Szerbiában, Csehországban, Szlovéniában, Szlovéniában és Horvátországban. A nyelv megjelenik többek közt még az Oroszországon kívüli orosz ortodox egyházban és az amerikai ortodox egyházban is.
Ezenkívül néhány, magát ortodoxnak nevező, de az ortodox egyházzal kapcsolatban nem álló egyház, például a montenegrói ortodox egyház és az orosz igaz ortodox egyház is használja a nyelvet. Az orosz óhitűek és az egyhitűek is egyházi szláv nyelvet használnak.
Egyházi szláv nyelvet használnak továbbá a szláv nyelvű országok görögkatolikus egyházai, valamint a horvát és cseh római katolikus egyház is.
Korábban a román területek is egyházi szláv nyelvet használtak a 17. század végéig, 18. század elejéig, valamint a horvát katolikusok a kora középkorban.

## Története
Az egyházi szláv nyelv az óegyházi szláv nyelv későbbi változata, és a 9. század végén Nyitrán (a Nagymorva Birodalom fontos települése, ma Szlovákiában van) Szent Cirill és Metód hagyományainak folytatása, akik koiné görög nyelvből fordították szláv nyelvekre az írásokat.
Bulgária keresztény hitre térítése (864) után Ohridi Szent Kelemen és Preszlavi Szent Naum az első dunai bolgár birodalomban fontosak lettek a keleti ortodox vallásban és az óegyházi szláv liturgiában. A sikeres áttérítés megkönnyítette a keleti szlávok áttérítését. Fontos volt a cirill írás létrehozása. A cirill írást és az óegyházi szláv (más néven óbolgár) írásokat 893-ban Bulgáriában hitelesnek minősítették.
A 12. század elejére önálló szláv nyelvek jelentek meg, az egyházi nyelv ejtése, nyelvtana, szókincse, helyesírása a helyi használatnak megfelelően változott. E változatok (például az ócirill írású szerb egyházi szláv, orosz egyházi szláv nyelv, a horvát glagolita és később latin írású horvát egyházi szláv nyelv, az ócirill és bolgár glagolita írású bolgár egyházi szláv nyelv) stabilizálódtak, és az írnokok szabályos formáikat használták az egyházi szövegek fordításához koiné görög, illetve a horvát egyházi szláv nyelv esetén latin nyelvről.
Az egyházi szláv hagyományok jelennek meg az ócirill és a glagolita írásban. Utóbbit manapság nem használják, de mindkét írásrendszert használták a legkorábbi időszaktól.
Az első egyházi szláv nyomtatott könyv a Missale Romanum Glagolitice (1483) volt szögletes glagolita írással, melyet öt, Krakkóban nyomtatott cirill betűs egyházi könyv (1491) követett.

## Változatok

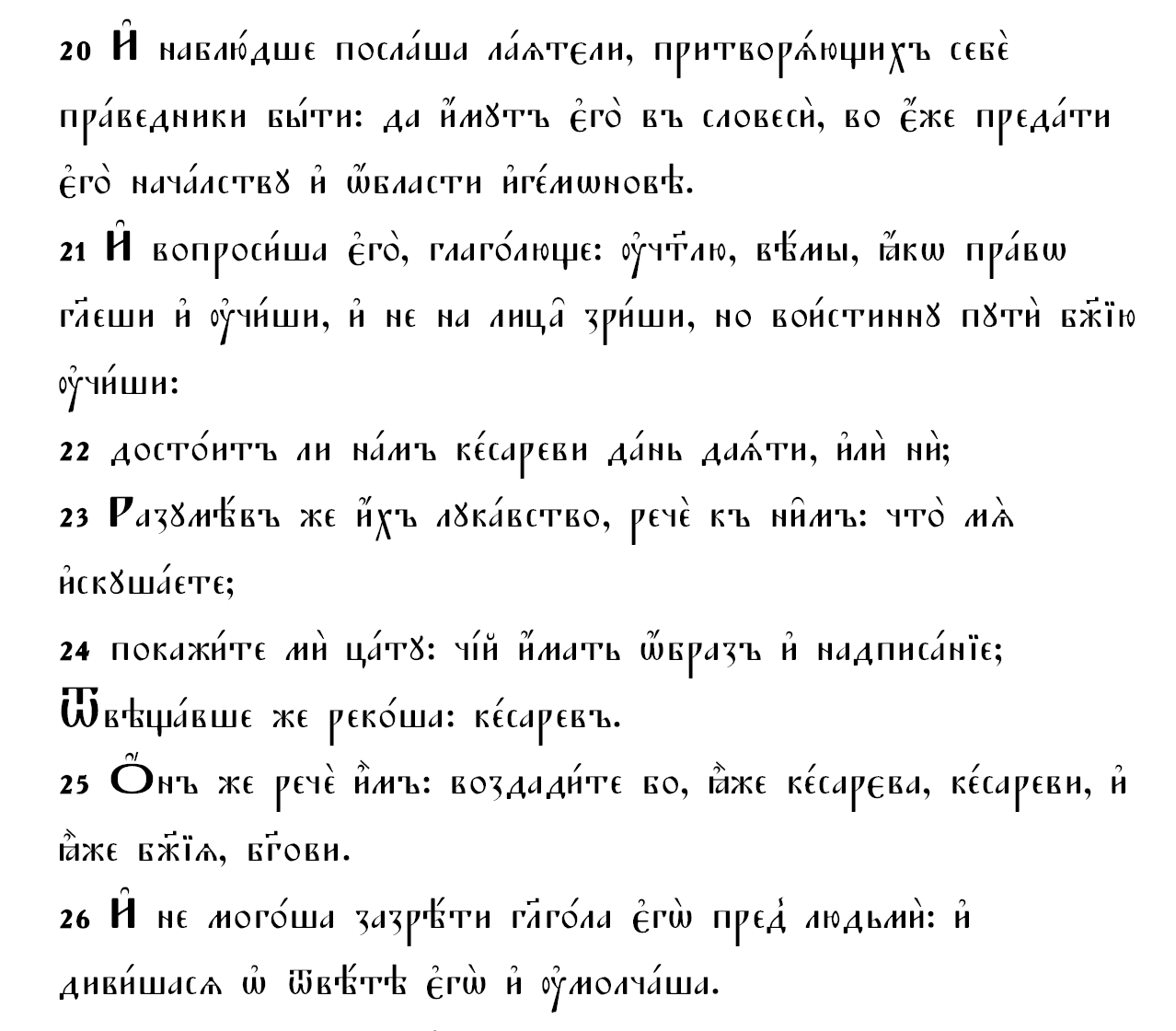
Orosz egyházi szláv szöveg

Az egyházi szláv nyelvnek legalább 4 dialektusa (oroszul: извод, izvod) van, melyek szókincse, írása (az írásrendszer is), hangtana és egyéb jellemzői jelentősen eltérnek. A legelterjedtebb változat, az orosz számos helyi részdialektussal rendelkezik, kissé eltérő kiejtéssel.
Ezeket az egyházi szláv nyelvi változatokat egyházi és irodalmi nyelvként használták a mediterrán területektől északra fekvő ortodox országokban a középkorban, még ott is, ahol a népesség nem szláv volt (különösen Romániában). A későbbi évszázadokban azonban az egyházi szláv nyelvet felváltották a helyi nyelvek a nem szláv országokban. Még egyes szláv ortodox országok is a nemzeti nyelvet használják egyházi célokra kisebb-nagyobb mértékben.
Az ortodox hívők mintegy felét tartalmazó orosz ortodox egyház egyházi nyelve nagyrészt továbbra is az egyházi szláv. Azonban vannak más nyelvet használó egyházközségek (ahol a fő gond a jó fordítások hiánya). Például:
- Az 1917–18-as orosz ortodox egyházi tanácsi döntés lehetővé teszi az egyházi vezetőknek az orosz vagy ukrán nyelvű szertartás engedélyezését egyes egyházközségekben.
- A kisebbségek egyházközségei részben vagy egészben azok nyelvét (csuvas, mordvin, mari, tatár (krjaseni, [keresztény tatár]), szaha (jakut) nyelvet stb.)
- Az orosz ortodox egyház autonóm részei előkészítenek és részben használnak helyi nyelvi, például ukrán, belorusz, román (Moldovában), japán és kínai nyelvi fordítást.
- A diaszpóra egyházközségei gyakran helyi nyelveket, például angol, francia, spanyol stb. nyelveket használnak.

## Nyelvtan és stílus
Bár az egyházi nyelv változatai egyes helyeken eltérnek, közös jellemzőjük, hogy a helyi szláv nyelveknek megfelelően közelítik az óegyházi szláv nyelvet. A toldalékolás általában a régi mintákat követi néhány egyszerűsítéssel. Az eredeti hat igeidő, hét névszói eset és három szám változatlan a legtöbb gyakran használt hagyományos szövegben (de az újabbakban gyakran kerülik a legtöbb régi szerkezetet, a modern orosz szintaxishoz közelebbi és a szláv nyelvek beszélői által jobban érthető változatokat használnak).
Az orosz változatokban a jerek eltűnése megmaradt, többé-kevésbé orosz mintában, de a szóvégi ъ gyakran megmarad. A juszokat gyakran cserélik vagy használatukat megváltoztatják a 16–17. századi mintára. A jat a etimológiának megfelelőbben van használatban a 19. századi oroszhoz képest. A kszi, a pszi, az ómega, az ot és az izsica megmaradtak a számértékek betűalapú jelölésével, a hangsúlyékezet-használattal és a titla szó használata a nomina sacra rövidítéseként.
A szókincset és a szintaxist írásban és egyházi szövegekben valamennyire modernizálják a jobb megértés végett. Például egyes régi névmásokat eltávolítottak (például az етеръ /jeter/ „egy bizonyos (személy stb.)” → нѣкій az orosz változatban). Az imperfectum számos előfordulását perfectumra cserélték.
További újítások is megjelentek időről időre. Például János evangéliumának bevezetője, mely a hagyomány szerint Szent Cirill és Metód első leírt szavaiból állt (искони бѣаше слово, „Kezdetben volt az Ige”) „искони бѣ слово”-ra módosult Ivan Fjodorov Osztrog Bibliájában (1580/1581), illetve „въ началѣ бѣ слово”-ra az Erzsébet-Bibliában (1751), melyet az orosz ortodox egyház továbbra is használ.

## Fordítás
Ez a szócikk részben vagy egészben  a   Church Slavonic című angol Wikipédia-szócikk ezen változatának fordításán alapul.  Az eredeti cikk szerkesztőit annak laptörténete sorolja fel. Ez a jelzés csupán a megfogalmazás eredetét és a szerzői jogokat jelzi, nem szolgál a cikkben szereplő információk forrásmegjelöléseként.